# Mošovce
Mošovce (maďarsky Mosóc či Mossóc) jsou obec na Slovensku v okrese Turčianske Teplice. V roce 2023 zde žilo 1 351 obyvatel.

## Historie

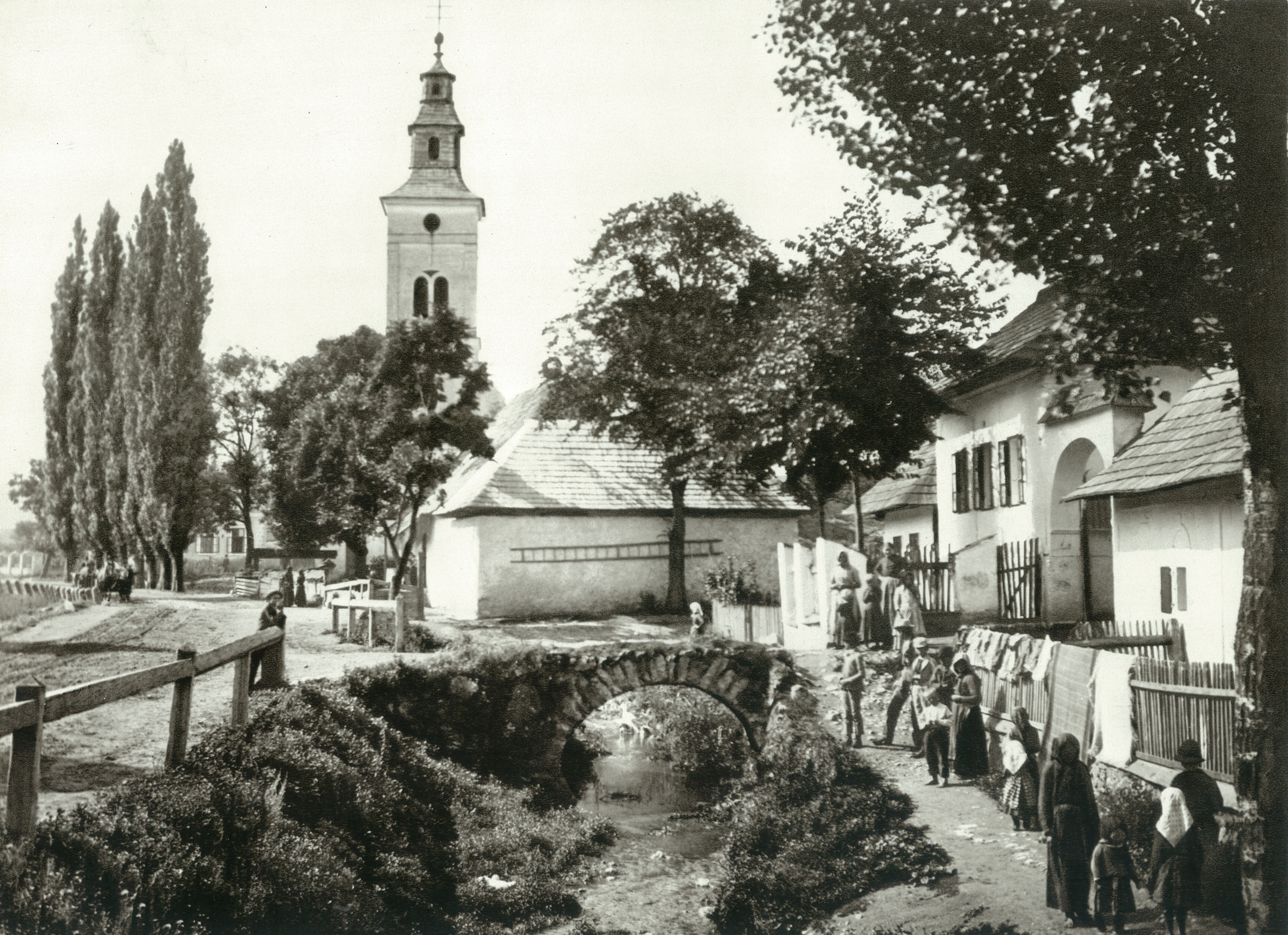
Mošovce na přelomu 19. a 20. století, v pozadí věž luteránského kostela.

Mošovce patří k největším turčanským obcím. Jejich bohatou historii dokládá nejen množství zachovaných pamětihodností, nýbrž i fakt, že své dějiny píší již více než 770 let. První písemnou zmínkou o obci Mošovce je donační listina krále Ondřeje II. z roku 1233.
Původně byly Mošovce složené ze dvou sídel: První, Machyuch, se rozkládalo na místě dnešního Starého radu a druhé, Terra Moys, které dalo městečku i své dnešní jméno, stálo tam, kde dnešní Vidrmoch. Právě z tohoto druhého názvu znamenajícího Země Mojšova se dnes odvozuje, že obec v dávných časech patřila jistému Mojšovi, což by mohlo být zkrácenou podobou složeného slovanského jména Mojtěch, podobného typu jako Vojtěch nebo Mojmír. Historicky se pak název vyskytoval v mnoha variantách, od Mossovych, Mosocz, Mossowecz, villa regia Mayos alio nomine Mossovych, oppidioum Mayus sue Mosocz, Mosocz olim Mayus až po dnešní Mošovce.
Osobitou prastarou součástí Mošovců je i bývalá osada Chornukov, jejíž jméno se zachovalo v dnešní podobě Čerňakov. Další částí obce je osada Mazan.
Mošovce se rozvíjely nejprve jako královská osada se svobodnou advokací, od poloviny 14. století jako výsadní městečko podřízené královskému hradu Blatnica. Roku 1527 se dostaly do rukou rodu Révayů, který téměř 400 let potlačoval mošovská městská práva.
V minulosti byly Mošovce významným řemeslnickým střediskem Turce. Řemeslná výroba dosáhla velkého rozmachu: v městečku působilo kolem 15 cechů, nejdéle se pak udržel cech obuvníků a nejslavnější cech kožešníků. Dnešní Mošovce je možno charakterizovat jako významnou rekreační oblast s množstvím pozoruhodností.

## Příroda
Mošovce mají skutečně jedinečné okolí, komplex historických alejí a zeleně vytváří esteticky působivou mozaikovitě rozčleněnou krajinu, citlivě navazující na lesní komplexy Velké Fatry s vrcholy Tlstá, Ostrá a Drienok. Toto pohoří patří k turisticky nejpřitažlivějším pohořím na Slovensku. Vápence a dolomity fantastických tvarů, nepopsatelné krásy Gaderské, Blatnické a jiných dolin přitahují obdivovatele přírodních krás ze široka daleka.
Mošovcemi protéká říčka Mošovka, která se v obci dělí na dvě ramena: hlavní rameno a tzv. Horní Potok, který v minulosti sloužil na pohon mlýnského kola.
Na severním okraji obce, při části Čerňakov, se nachází soustava mošovských rybníků napájených potokem Čierna Voda, kdysi patřících pod révayovské panství, dnes sloužících zejména k chovu pstruhů.

## Pamětihodnosti
- Rokokově–klasicistní kaštel ze druhé poloviny 18. století s rozsáhlým anglickým parkem
- Rodný dům básníka Jána Kollára
- Novogotický Kostel nejsvětější trojice postavený na místě starého kostela s cenným oltářem
- Evangelický kostel z roku 1784, novogotická kaple, secesní skleník a pavilon z roku 1800

## Demografie
Podle sčítání obyvatel z roku 2001 měla obec 1 380 obyvatel, co potvrzuje mírný pokles populace za posledních 7 let ve výši 4,7%. 98. 62% z nich byli Slováci, 0.72% Češi a 0.14% Maďaři. Náboženské složení bylo z 54.78% evangelické, 30.36% římskokatolické a 12.97% obyvatel nemělo žádnou náboženskou příslušnost.

## Duchovní kultura a tradice lidové kultury
Z Mošovců pochází mnoho významných osobností, z nichž nejznámější jsou hudební skladatel Frico Kafenda (1883–1963), spisovatelka Anna Lacková-Zora (1899–1988), literární kritik, historik a básník Štefan Krčméry (1892–1955), barokní dramatik Júr Tesák Mošovský, nebo zakladatel dobrovolného požárního sboru na Slovensku – Miloslav Schmidt.
Nejvýznamnějším z rodáků je velký básník Slovanů, filosof a evangelický kazatel Ján Kollár (1793–1852), který svou básnickou skladbou Slávy dcera nesmrtelně vstoupil nejméně do dvou národních literatur, české a slovenské. Slávy dcera působila na tehdejší i pozdější pokolení národovců a vlastenců jako východisko i motiv zároveň. V originálu i v překladech pronikla i do širšího slovanského a neslovanského světa a navěky proslavila svého tvůrce.
Kromě toho se v obci narodily, resp. tu působily i následující osobnosti:
- Izák Abrahamides – spisovatel a náboženský buditel
- Jozef Beňovský – scenárista, redaktor, literární vědec
- Dušan Čajka – lékař a organizátor lékařství na Slovensku
- Ján Emanuel Dobrucký – lužickosrbský národní buditel a básník
- Ján Duchoň – pedagog, filozof a básník (sporné)
- Rudolf Fraštacký – obchodník, politik, podpředseda Sboru pověřenců a člen odboje
- Michal Miloslav Hodža – národní buditel, evangelický kněz, básník, jazykovědec
- Alexander Horváth – fotbalový reprezentant
- Ján Institoris – evangelický kněz, pedagog a spisovatel (sporné)
- Michal Institoris – evangelický kněz a básník
- Michal Institoris Mošovský ml. – osvícenský spisovatel (sporné)
- Dušan Jamriška – důstojník a účastník SNP
- Daniel Krman – spisovatel a překladatel
- Daniel Láni – církevní spisovatel
- Eliáš Láni – básník a spisovatel
- Gregor Láni – evangelický církevní hodnostář a spisovatel
- Viliam Lenčo – pedagog
- Karol Lilge – národní buditel a spisovatel
- Matej Lochman – kněz a kronikář
- Matej Miškóci – národní buditel a pedagog
- Zachariáš Mošovský – humanistický spisovatel (sporné)
- Matej Polereczky – důstojník účastnící se Rákoczyho povstání
- Ján Sturmayr – architekt
- Ján Šikura – historik
- Ondrej Šoltýs – encyklopedista
- Samuel Štarke – národní buditel
- Ján Šulek – evangelický kněz, učitel a spisovatel
- Jozef Tatár – spisovatel a učitel
- Ladislav Zgúth – národní buditel a redaktor
- Peter Pavol Zgúth-Vrbický – básník, autor pro děti a mládež

## Obecní život

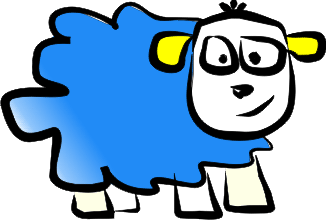
Logo Mošovců

V obci se nachází také Sdružená střední škola zemědělská a rybářská, patřící k mála svého druhu v Evropě. Tradiční Mošovský michalský jarmok, který se koná vždy začátkem října, je jednou z největších podobných událostí na Slovensku. Při novoročním ohňostroji a klasickém stavění májí za zmínku stojí i hasičský ples pořádaný při příležitosti oslav masopustu spojených s pochodem masek. V minulosti, až do začátku 90. let minulého staletí, se v obci každoročně konal i půlmaraton s názvem Běh SNP. Kromě toho se v Mošovcích koncem srpna již od roku 1977 pořádá Volejbalový turnaj o pohár ŠRZ Drienok – největší amatérský volejbalový turnaj na Slovensku s účastí kolem 90 týmů. Ve stejném období se také uskutečňuje slavnostní kladení věnců k památníku Slovenského národního povstání.
Obec Mošovce uzavřela družební spolupráci s následujícími obcemi:
- Lalić – Srbsko
- Kozy – Polsko
- Dwikozy – Polsko

## Ekonomika
Až do začátku 90. let v obci působila továrna na zpracování kožešin a navazující kožešnický průmysl. Později se obyvatelstvo přeorientovalo na poskytování služeb souvisejících s cestovním ruchem (využívají se termální prameny a okolní příroda), potravinářský průmysl (pekařské zařízení), oblast stavebnictví (výroba betonových prefabrikátů, montovaných domů i tradiční stavebnictví) a rybářství (mošovské rybníky). Význam si dosud stále udržuje i zemědělství, na důležitosti nabývá lesnictví.
Je ale nutno zdůraznit, že funkce obce je stejně převážně residenční a většina ekonomicky aktivního obyvatelstva dojíždí za prací do nedalekých Turčianských Teplic nebo Martina.

## Fotografie

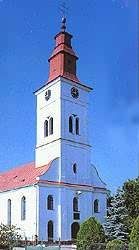
Evangelický kostel v Mošovcích
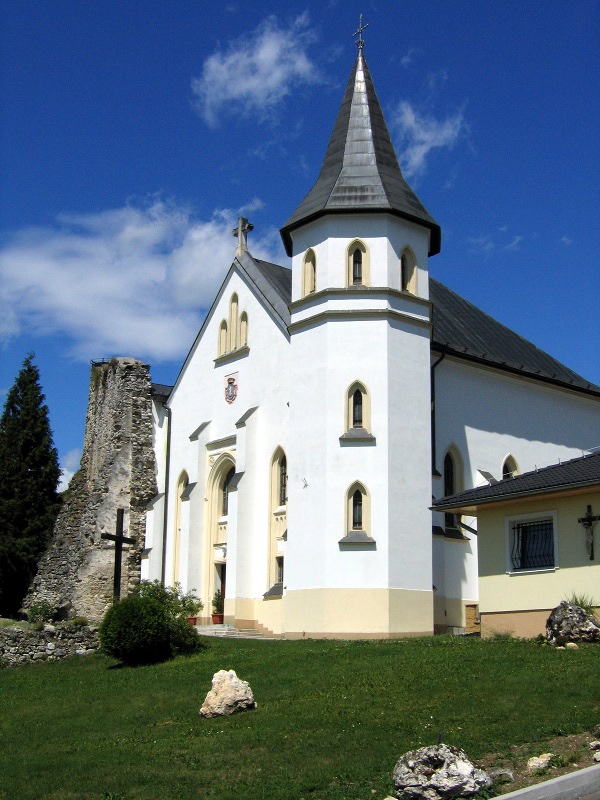
Kostel Nejsvětější Trojice v Mošovcích
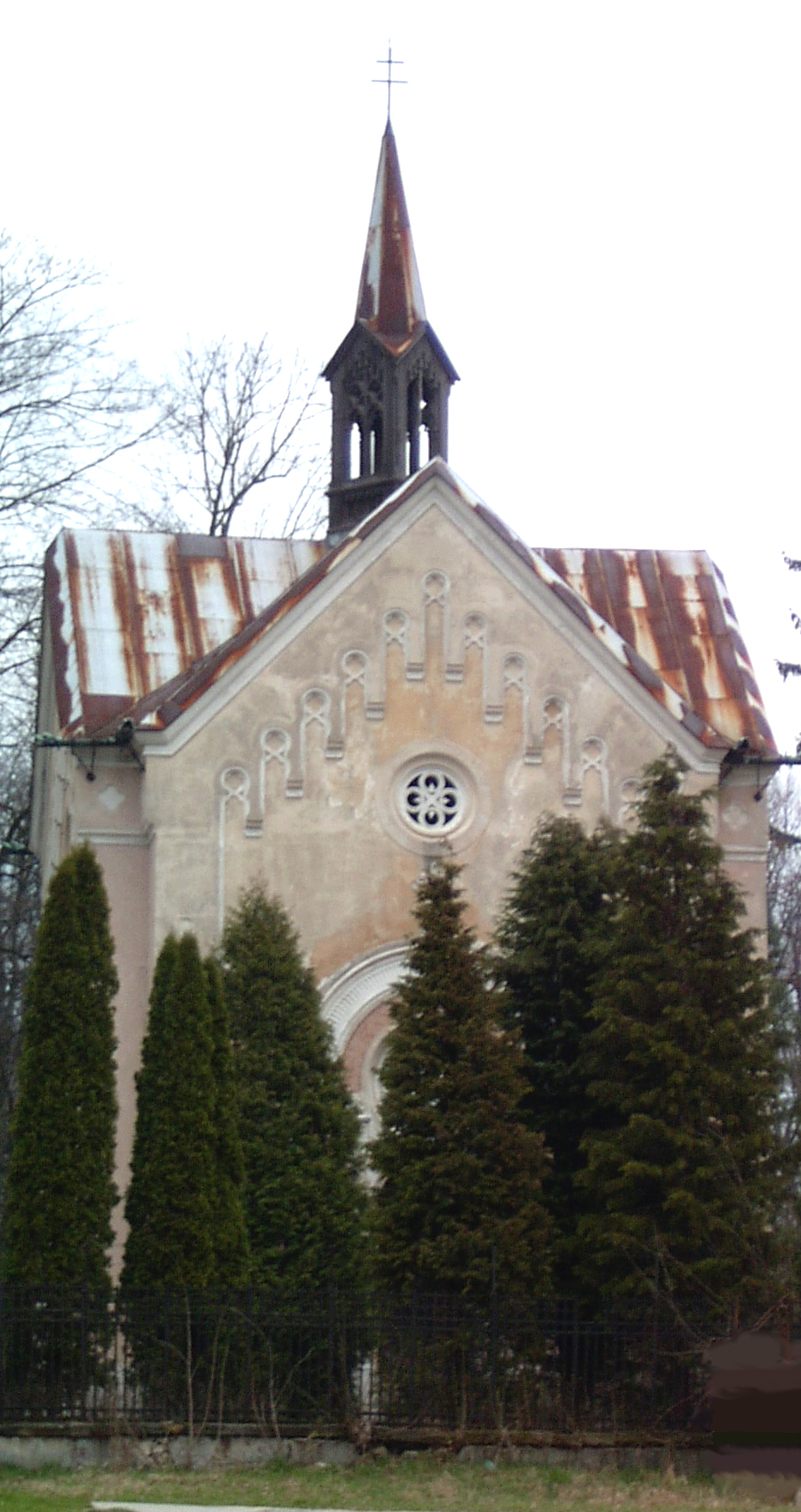
Neogotická kaple, později mauzoleum, dnes muzeum v Mošovcích
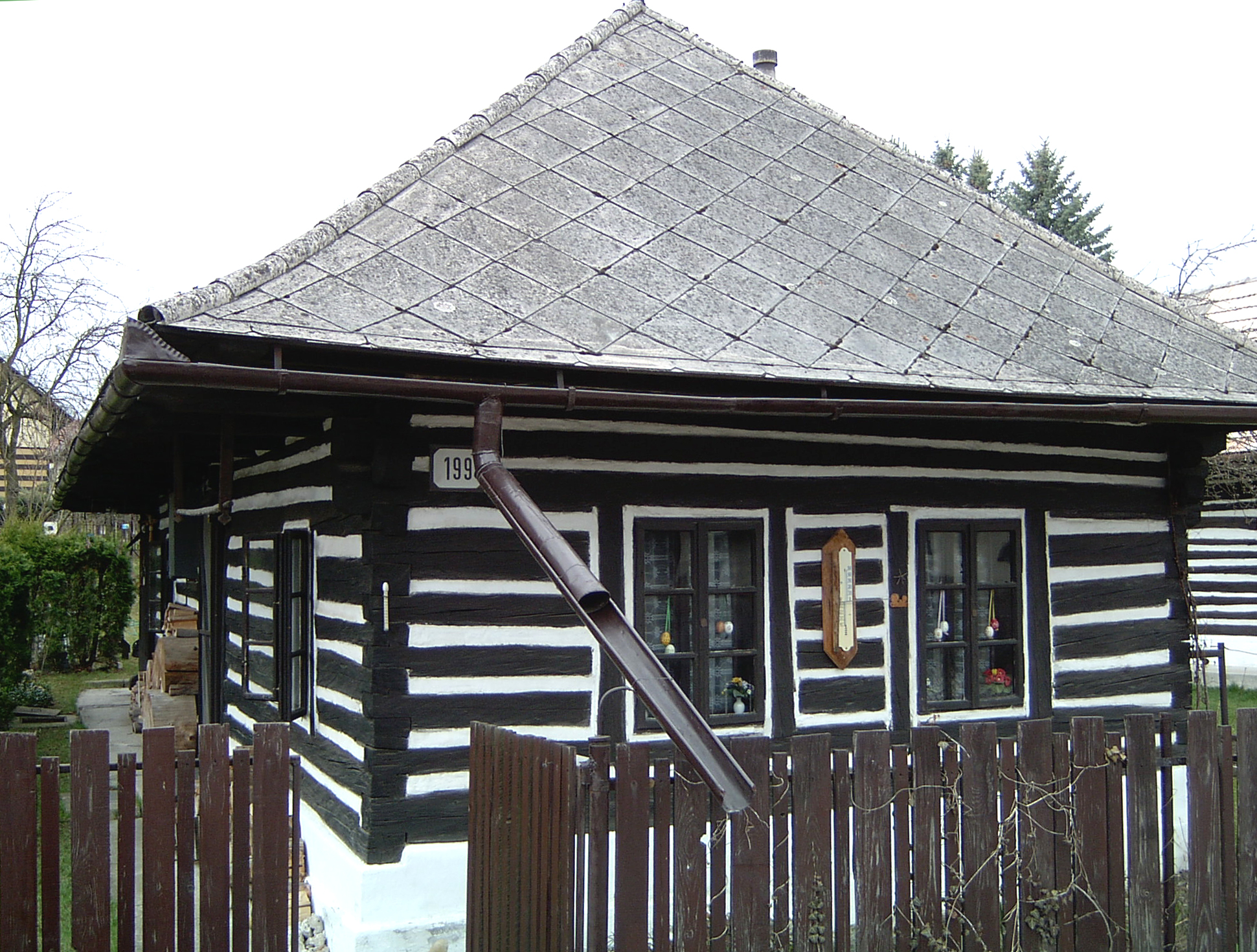
Originální architektura domů v Mošovcích
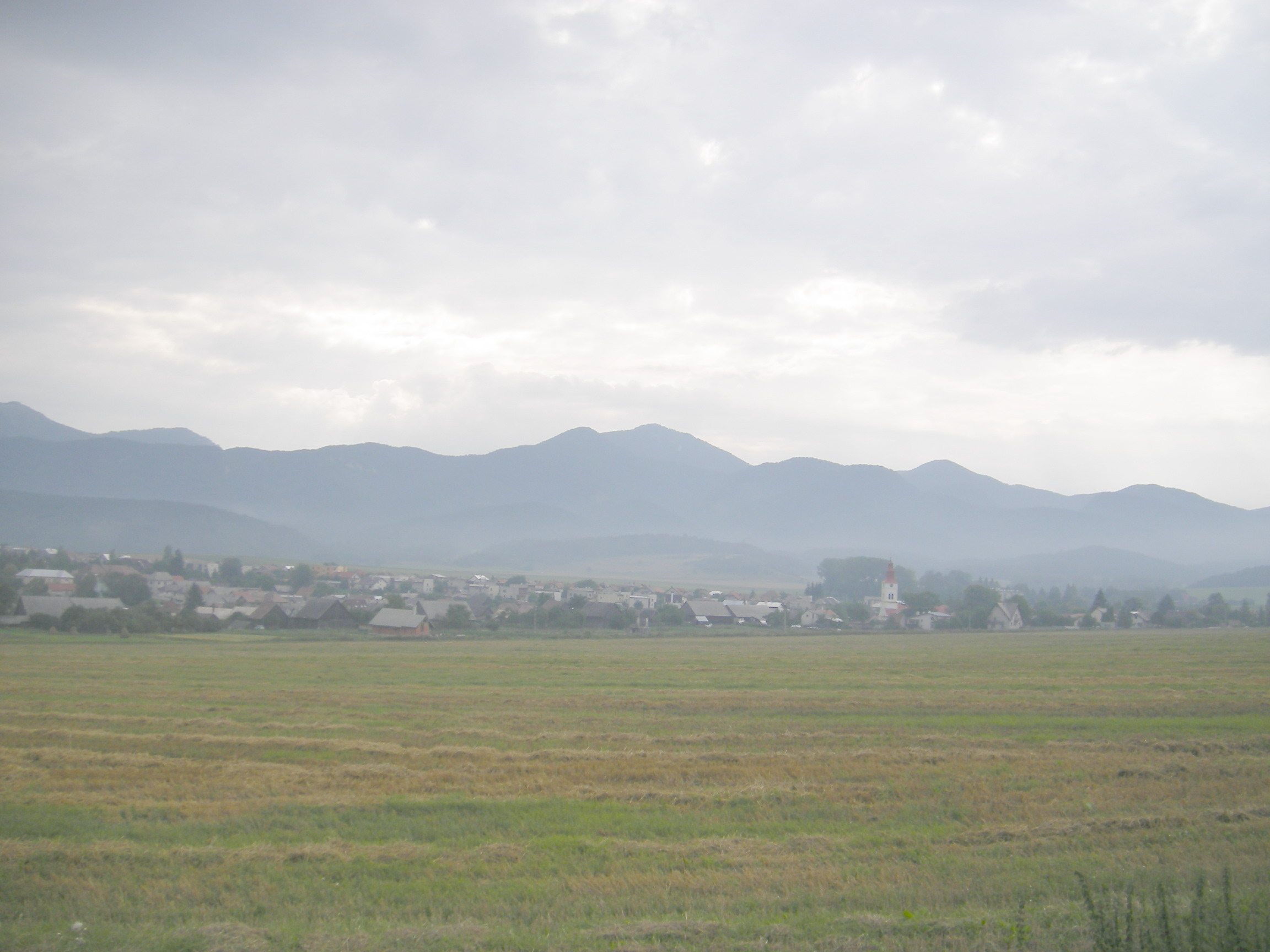
Panoráma Mošovců